# 维扬府
维扬府，中国元朝末年，朱元璋政权设置的府。
至正二十一年、龙凤七年（辛丑年，1361年）十二月，朱元璋改淮海府置。治所在江都县（今江苏省扬州市）。旋改称扬州府。后遂以维扬府作扬州府的别称。